# Сілвер-Бей (Міннесота)
Сілвер-Бей (англ. Silver Bay) — місто (англ. city) в США, в окрузі Лейк штату Міннесота. Населення — 1857 осіб (2020).

## Географія
Сілвер-Бей розташований за координатами 47°17′36″ пн. ш. 91°16′37″ зх. д. / 47.29333° пн. ш. 91.27694° зх. д. (47.293311, -91.276813).  За даними Бюро перепису населення США в 2010 році місто мало площу 21,65 км², з яких 20,44 км² — суходіл та 1,21 км² — водойми.

## Демографія
Згідно з переписом 2010 року, у місті мешкало 1887 осіб у 836 домогосподарствах у складі 542 родин. Густота населення становила 87 осіб/км².  Було 974 помешкання (45/км²).
Расовий склад населення:
| - 97,9 % — білих - 0,3 % — корінних американців - 0,3 % — азіатів - 0,2 % — чорних або афроамериканців |

До двох чи більше рас належало 1,0 %. Частка іспаномовних становила 0,9 % від усіх жителів.
За віковим діапазоном населення розподілялося таким чином: 18,4 % — особи молодші 18 років, 52,8 % — особи у віці 18—64 років, 28,8 % — особи у віці 65 років та старші. Медіана віку мешканця становила 50,1 року. На 100 осіб жіночої статі у місті припадало 107,6 чоловіків;  на 100 жінок у віці від 18 років та старших — 107,0 чоловіків також старших 18 років.
Середній дохід на одне домашнє господарство  становив 55 129 доларів США (медіана — 41 439), а середній дохід на одну сім'ю — 66 193 долари (медіана — 50 750). Медіана доходів становила 61 359 доларів для чоловіків та 30 694 долари для жінок. За межею бідності перебувало 11,2 % осіб, у тому числі 23,6 % дітей у віці до 18 років та 5,0 % осіб у віці 65 років та старших.
Цивільне працевлаштоване населення становило 678 осіб. Основні галузі зайнятості: освіта, охорона здоров'я та соціальна допомога — 32,9 %, сільське господарство, лісництво, риболовля — 15,3 %, роздрібна торгівля — 9,6 %, мистецтво, розваги та відпочинок — 9,0 %.